# 27. San-marinesisches Kabinett
Das 27. Kabinett setzte sich aus Partito Democratico Cristiano Sammarinese (PDCS) und Partito Socialista Sammarinese (PSS) zusammen und regierte San Marino vom 12. Juli 2001 bis zum 20. Mai 2002.
Nach der Parlamentswahl vom 10. Juni 2001 bildete sich eine Regierung aus PDCS und PSS. Nachdem der PSS zu Beginn des Jahres 2002 mit der Opposition verhandelte, bot der PDCS dem Koalitionspartner eine Regierungsumbildung und einen zusätzlichen Kabinettsposten an. Drei Minister der PDCS erklärten am 15. Mai ihren Rücktritt. Am 20. Mai wählte der Consiglio Grande e Generale die neuen Minister.

## Liste der Minister
Die san-marinesische Verfassung kennt keinen Regierungschef, im diplomatischen Protokoll nimmt der Außenminister die Rolle des Regierungschefs ein.
| Amt         | Minister                              | Partei | Amtszeit                        |
| ----------- | ------------------------------------- | ------ | ------------------------------- |
| Auswärtiges | Gabriele Gatti                        | PDCS   | 12. Juli 2001 – 15. Mai 2002    |
| Auswärtiges | Pier Marino Menicucci (kommissarisch) | PDCS   | 15. Mai 2002 – 20. Mai 2002     |
| Inneres     | Fiorenzo Stolfi                       | PSS    | 12. Juli 2001 – 20. Mai 2002    |
| Finanzen    | Clelio Galassi                        | PDCS   | 12. Juli 2001 – 15. Mai 2002    |
| Finanzen    | Pier Marino Menicucci (kommissarisch) | PDCS   | 15. Mai 2002 – 20. Mai 2002     |
| Industrie   | Maurizio Rattini                      | PSS    | 12. Juli 2001 – 20. Mai 2002    |
| Bildung     | Pasquale Valentini                    | PDCS   | 12. Juli 2001 – 20. Mai 2002    |
| Tourismus   | Paride Andreoli                       | PSS    | 12. Juli 2001 – 20. Mai 2002    |
| Gesundheit  | Sante Canducci                        | PDCS   | 12. Juli 2001 – 15. Mai 2002    |
| Gesundheit  | Pier Marino Menicucci (kommissarisch) | PDCS   | 15. Mai 2002 – 20. Mai 2002     |
| Arbeit      | Pier Marino Mularoni                  | PDCS   | 12. Juli 2001 – 20. Mai 2002    |
| Justiz      | Pier Marino Menicucci                 | PDCS   | 12. Juli 2001 – 20. Mai 2002    |
| Territorium | Fiorenzo Stolfi (kommissarisch)       | PSS    | 12. Juli 2001 – 1. Oktober 2001 |
| Territorium | Fabio Berardi                         | PSS    | 1. Oktober 2001 – 20. Mai 2002  |

### Bemerkungen
1. ↑  Segretario di Stato per gli Affari Esteri e Politici
2. ↑  Segretario di Stato per gli Affari Interni, Poste e Telecommunicazione e Protezione Civile
3. ↑  Segretario di Stato per le Finanze, il Bilancio, la Programmazione Economica e i Rapporti con le Aziende Autonome di Stato e i Trasporti
4. ↑   Segretario di Stato per l’Industria, l’Artigianato e la Cooperazione Economica
5. ↑  Segretario di Stato per la Pubblica Istruzione, l’Università e gli Instituti Culturali
6. ↑  Segretario di Stato per il Turismo, il Commercio e lo Sport
7. ↑   Segretario di Stato per la Sanità e la Sicurezza Sociale
8. ↑  Segretario di Stato per il Lavoro e la Cooperazione
9. ↑  Segretario di Stato per la Giustizia, i Rapporti con le Giunte di Castello e l’Informazione
10. ↑  Segretario di Stato per il Territorio, l’Ambiente e l’Agricoltura

## Veränderungen
- Fabio Berardi war vom 1. April bis 1. Oktober 2001 Capitano Reggente und trat erst im Anschluss sein Amt als Minister an. Bis dahin wurde er von Fiorenzo Stolfi vertreten.[1]
- am 15. Mai 2002 erklärten Gabriele Gatti, Clelio Galassi und Sante Canducci ihren Rücktritt. Ihre Aufgaben wurden kommissarisch bis zur Wahl des 28. Kabinetts von Pier Marino Menicucci wahrgenommen.